# Bunaea caffra
Bunaea caffra är en fjärilsart som beskrevs av Jacob Hübner 1820. Bunaea caffra ingår i släktet Bunaea och familjen påfågelsspinnare. Inga underarter finns listade i Catalogue of Life.